# Arie van Vliet
Arie Gerrit van Vliet (Woerden, 18 de marzo de 1916-Woerden, 10 de julio de 2001) fue un deportista neerlandés que compitió en ciclismo en la modalidad de pista.
Participó en los Juegos Olímpicos de Berlín 1936, obteniendo dos medallas, oro en 1 km contrarreloj y plata en velocidad individual. Ganó trece medallas en el Campeonato Mundial de Ciclismo en Pista entre los años 1934 y 1957.
Además, consiguió quince victorias en los campeonatos de los Países Bajos de ciclismo en pista, trece en la prueba de velocidad (1937-1942, 1945-1948, 1950-1951, 1956) y dos en 50 km (1946 y 1955). En el Gran Premio de París en velocidad logró cinco victorias (1942, 1946, 1947, 1948 y 1949).
En 2002 pasó a formar parte de la sesión inaugural del Salón de la Fama de la UCI.

## Medallero internacional
| Juegos Olímpicos   | Juegos Olímpicos         | Juegos Olímpicos  | Juegos Olímpicos         |
| Año                | Lugar                    | Medalla           | Competición              |
| ------------------ | ------------------------ | ----------------- | ------------------------ |
| 1936               | Berlín (Alemania)        | Medalla de oro    | 1 km contrarreloj        |
| 1936               | Berlín (Alemania)        | Medalla de plata  | Velocidad individual     |
| Campeonato Mundial |                          |                   |                          |
| Año                | Lugar                    | Medalla           | Competición              |
| 1934               | Leipzig (Alemania)       | Medalla de plata  | Velocidad individual (A) |
| 1935               | Bruselas (Bélgica)       | Medalla de plata  | Velocidad individual (A) |
| 1936               | Zúrich (Suiza)           | Medalla de oro    | Velocidad individual (A) |
| 1937               | Copenhague (Dinamarca)   | Medalla de plata  | Velocidad individual (P) |
| 1938               | Ámsterdam (Países Bajos) | Medalla de oro    | Velocidad individual (P) |
| 1946               | Zúrich (Suiza)           | Medalla de bronce | Velocidad individual (P) |
| 1948               | Ámsterdam (Países Bajos) | Medalla de oro    | Velocidad individual (P) |
| 1949               | Copenhague (Dinamarca)   | Medalla de bronce | Velocidad individual (P) |
| 1950               | Rocourt (Bélgica)        | Medalla de plata  | Velocidad individual (P) |
| 1953               | Zúrich (Suiza)           | Medalla de oro    | Velocidad individual (P) |
| 1954               | Colonia (RFA)            | Medalla de plata  | Velocidad individual (P) |
| 1955               | Milán (Italia)           | Medalla de bronce | Velocidad individual (P) |
| 1957               | Rocourt (Bélgica)        | Medalla de plata  | Velocidad individual (P) |